# Оксфорд (Алабама)
Оксфорд (англ. Oxford) — город в округах Калхун и Талладига в американском штате Алабама. По данным переписи населения США 2020 года, численность населения составляла 22 069 человек.

## Население
| 2010   | 2020    |
| ------ | ------- |
| 21 348 | ↗22 069 |